# Malerwinkel (Gmünd)

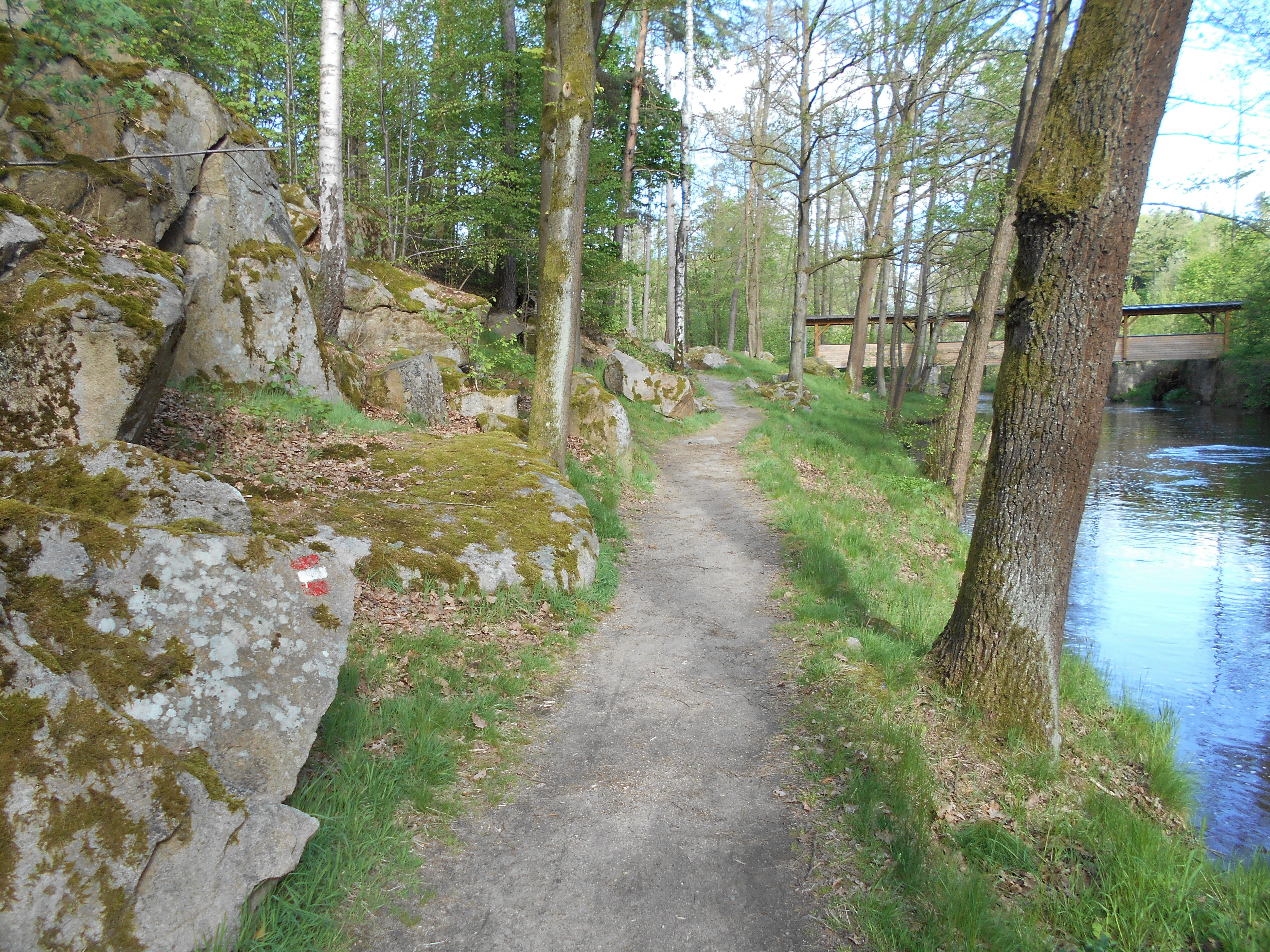
Spazierweg an den Felsen mit der Brücke über den Braunaubach

Der Malerwinkel ist eine gebirgsbachartige Flusslandschaft und seit 1930 ein Naturdenkmal in Gmünd in Niederösterreich.
Umringt von Granitfelsen, durchfließt nordöstlich des Stadtgebietes der Braunaubach, bevor er in die Lainsitz einmündet, in mehreren Stromschnellen eine kleine Geländestufe, wobei sich der Fluss verästelt und einen artenreichen Lebensraum darstellt. Fischotter, Wasseramseln und Gebirgsstelzen sind hier ebenso heimisch wie Erlen und Ulmen.
Die scharfen Kanten der Steinblöcke belegen aber, dass der Malerwinkel früher als Steinbruch genutzt wurde.
Beim Malerwinkel befindet sich ein Holzgebäude, das nacheinander als Badehütte und als Museum Märchenhain Malerwinkel fungierte (der Märchenhain thematisierte Grimmsche Märchen, Zwerge usw., aber auch Trockenblumen und Tiere des Waldes).
Koordinaten: 48° 46′ 19,2″ N, 14° 59′ 37,3″ O